# Antoine Lavoisier
Antoine-Laurent de Lavoisier (París, 26 de agosto de 1743- París, 8 de mayo de 1794), conocido como Antoine Lavoisier después de la Revolución Francesa, fue un noble, químico, biólogo y economista francés. Es considerado como el «padre de la química moderna» por sus estudios sobre la oxidación de los cuerpos, el fenómeno de la respiración animal, el análisis del aire, la ley de conservación de la masa o ley Lomonósov-Lavoisier, la teoría calórica, la combustión y sus estudios sobre la fotosíntesis.
Aunque la obra de experimentalistas tan notables como Carl Wilhelm Scheele (1742-1786), Joseph Priestley (1733-1804) y Henry Cavendish (1731-1810) condujo a numerosísimos descubrimientos, sus interpretaciones mediante la teoría del flogisto impedían todo progreso en el conocimiento de todos estos fenómenos y fue solo Lavoisier, con su Tratado elemental de Química (1789), quien refutó definitivamente tal teoría y asentó los fundamentos de la química moderna.
Los logros científicos de Lavoisier supusieron la transformación del campo de la química, desde un enfoque cualitativo a otro más cuantitativo. Elaboró la primera lista recopilatoria de elementos conocidos y la primera nomenclatura moderna para sustancias y compuestos químicos. También, colaboró en el diseño del sistema métrico. 

## Biografía

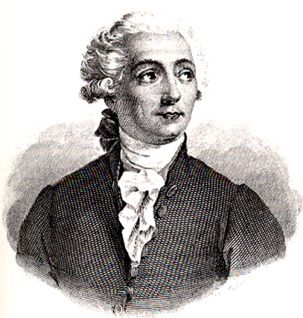
Antoine Lavoisier.

Fue uno de los principales protagonistas de la revolución científica y condujo a la consolidación de la química como ciencia 
, por lo que es considerado su fundador. Realizó la ley de la Conservación de la masa que anuncia que la masa de los reactivos que reaccionan, es la misma que el producto de la reacción, es decir, la masa se conserva. Su padre era abogado en Villers-Cotterêts y sustituyó en 1741 a uno de sus tíos en el cargo de procurador del Parlamento francés (tribunal de justicia de última instancia, no es un órgano legislativo), por lo que se trasladó a París, donde se casó. Su madre, Emilie Punctis, provenía de una familia de juristas y murió cuando Lavoisier sólo tenía cinco años. En 1754 empezó sus estudios generales en el Colegio de las Cuatro Naciones, donde estuvo durante nueve años. Después, hizo la carrera de abogado en la Universidad de París a instancias de su padre y alcanzó el grado de licenciado en 1764. Sin embargo, como era un apasionado de la ciencia, asistió a cursos formales de botánica, zoología, física, química, geología y mineralogía con grandes profesores de la época, como Bernard de Jussieu, Jean-Antoine Nollet, Guillaume François Rouelle y Jean Étienne Guettard, entre otros.
En el año 1765, con veintiún años, presentó un proyecto para alumbrar París que recibió una medalla de oro al mejor estudio otorgada por el Rey. En ese mismo año, Lavoisier redactó dos informes sobre el yeso, mineral empleado en París para blanquear las casas, y observó que la única diferencia entre el yeso cristalizado y el yeso en polvo era el agua de hidratación y que se podían transformar el uno en el otro simplemente ganando o perdiendo agua. El método cuantitativo empleado para este trabajo sería ya siempre el que adoptó. En 1767, viajó con Guettard a los Vosgos para dibujar un mapa geológico y mineralógico de la zona, un trabajo que llevó cinco meses.
En 1771, con 28 años, Lavoisier se casó con Marie-Anne Pierrette Paulze, hija de un copropietario de la Ferme générale, la concesión gubernamental para la recaudación de impuestos en la que participaba el abogado Lavoisier. La dote le permitió instalar un laboratorio bien equipado donde recibió ayuda de su esposa, quien se había interesado auténticamente por la ciencia y tomaba las notas de laboratorio, además de traducir escritos del inglés, como el Ensayo sobre el flogisto de Richard Kirwan, y además la investigación de Joseph Priestley. A ella se deben todas las ilustraciones de sus memorias.
A menudo mantenía correspondencia con varios miembros del grupo Sociedad Lunar.

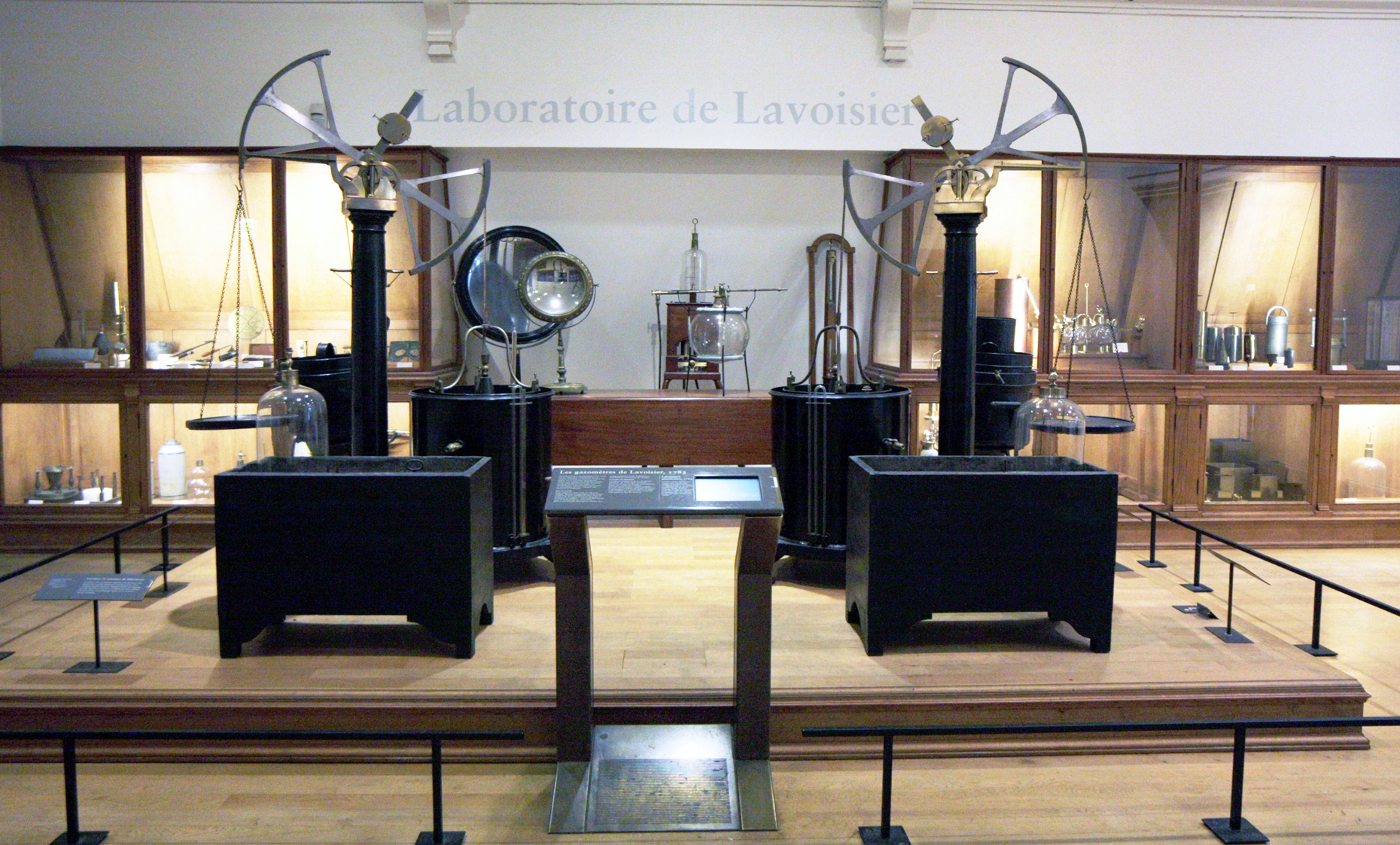
Laboratorio de Lavoisier, París.

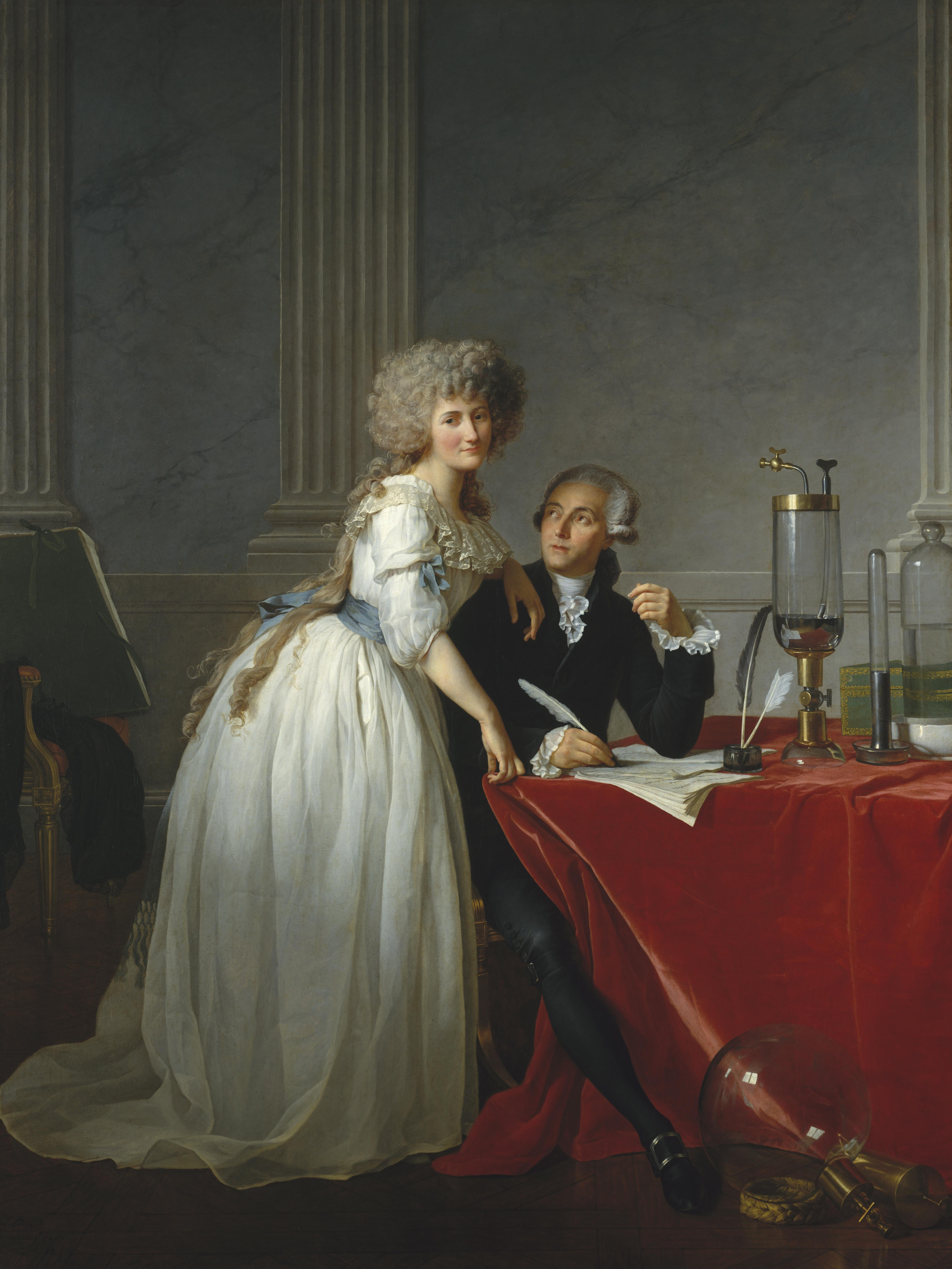
Retrato de Antoine Lavoisier y su esposa, por Jacques-Louis David.

Fue elegido miembro de la Academia de Ciencias de Francia en 1768. En ella le encargaron todos los informes sobre cuestiones industriales que se pedían a dicho organismo. Ocupó diversos cargos públicos, incluidos los de director estatal de los trabajos para la fabricación de la pólvora en 1776 (esto es, Registeur de poudres), miembro de una comisión para establecer un sistema uniforme de pesas en 1789 (antecesora de la Conferencia General de Pesas y Medidas) y comisario del Tesoro de 1791. Lavoisier contribuyó tratando de introducir reformas en el sistema monetario y tributario francés y en los métodos de producción agrícola, ya en plena época revolucionaria.
Las investigaciones de Lavoisier incluyeron algunos de los primeros experimentos químicos de estequiometría. Pesaba cuidadosamente los reactivos y productos de una reacción química en un recipiente de vidrio sellado, método crucial en el avance de la química. Demostró que, en una reacción, la cantidad de materia siempre es la misma al final y al comienzo de la reacción. Estos experimentos proporcionaron pruebas para la ley de conservación de la materia. Lavoisier también investigó la composición del agua y bautizó a sus dos componentes oxígeno e hidrógeno.
Uno de los experimentos más importantes de Lavoisier fue examinar la naturaleza de la combustión, demostrando que es un proceso en el que se produce la combinación de una sustancia con oxígeno, refutando la teoría del flogisto. También reveló el papel del oxígeno en la respiración de los animales y las plantas como un proceso similar de reacciones con oxígeno, pero a menor o mayor escala y con mayor o menor duración: distinguió así entre los fenómenos de la oxidación, la respiración, la combustión, la deflagración y la explosión. 
En el Tratado elemental de química (1789), Lavoisier aclaró el concepto de elemento químico como una sustancia pura y simple que no se puede dividir mediante ningún método de análisis químico conocido (esto es, descomposición en otros elementos), y, ayudado por su inseparable balanza, elaboró una teoría de la formación de compuestos químicos a partir de combinaciones de estos elementos simples, de los que describió unos cincuenta que ya se conocían de antiguo. Demostró también que un cuerpo puro no cambiaba sus propiedades destilando repetidamente la misma agua. También escribió Memoria sobre la combustión (1777) y Consideraciones generales sobre la naturaleza de los ácidos (1778), trabajos con los que fue desarrollando una nomenclatura de tecnicismos para la nueva ciencia, que dejaba así atrás a la supersticiosa, errática e insegura alquimia medieval.
Con treinta años apenas, Lavoisier mostró, mediante el uso constante de la balanza en sus experimentos, que toda combustión en el aire resulta de una combinación con una parte del mismo. Calcina estaño en un vaso cerrado y comprueba que el peso total del vaso no ha cambiado con la calcinación, que el metal transformado en su "cal" (el "óxido") ha aumentado de peso, que el peso del aire contenido en el vaso ha disminuido y que el aumento de peso del metal es igual a la disminución de peso del aire. El flogisto ha recibido el golpe de gracia. Repite el experimento con otros metales simples, y en 1777 con mercurio, lo que lo conduce al análisis del aire, cuya composición fija en un 27 % de aire respirable, que llamó después oxígeno, y un 73 % de aire no respirable, que llamó más tarde azoe (el nitrógeno). La composición verdadera es en realidad de un 21 % de oxígeno y un 79 % de nitrógeno.
Entre los muchos descubrimientos de Lavoisier, los que tuvieron más impacto fueron sus estudios de los procesos vegetales que se relacionaban con los intercambios gaseosos cuando los animales respiran (1783). Trabajando con el matemático Pierre Simon Laplace, Lavoisier encerró a un cobaya durante unas 10 horas en una campana de vidrio que contenía oxígeno, y midió el dióxido de carbono producido. Midió también la cantidad de oxígeno consumido por un hombre en actividad y reposo. Con estos experimentos pudo mostrar que la combustión de compuestos de carbono con oxígeno es la fuente real del calor animal y que el consumo de oxígeno se incrementa durante el trabajo físico.
Lavoisier, junto con L. B. Guyton de Morveau, Claude Louis Berthollet, y Antoine-François de Fourcroy, presentaron una nueva nomenclatura a la Academia en 1787 (Método de nomenclatura química, 1787), porque no había prácticamente un sistema de nomenclatura química racional en ese momento. El nuevo sistema fue atado indisolublemente a la nueva teoría química del oxígeno de Lavoisier. Los nombres antiguos desaparecen: el aceite de vitriolo pasa a ser el ácido sulfúrico; el espíritu de Venus, el ácido acético; el azafrán de Marte, el óxido férrico; la lana filosófica, el óxido de zinc; el vitriolo de Chipre, el sulfato cúprico, etcétera. Hasta entonces, los cuatro o cinco elementos de la naturaleza, ordenados de más pesado a más ligero: tierra, agua, fuego, aire y la quintaesencia o éter añadida por Aristóteles, habían sido determinados por los filósofos presocráticos y cada uno poseía distintas combinaciones de dos de cuatro cualidades, según Empédocles; pero también fueron desechados por Lavoisier y en cambio aceptó 55 esencias, sustancias o, como él los llamaba, elementos, que no podían ser descompuestos en otros más simples por ningún medio químico, con lo que fueron desde entonces conocidos como elementos químicos. Este grupo se ampliará en el futuro a más de un centenar, y este grupo además quedará definitivamente estructurado y ordenado en propiedades por la Tabla periódica de los elementos descubierta por el químico ruso Dmitri Mendeléyev.
En 1789 Lavoisier llevó a cabo estudios cuantitativos que se adentraban ya en la química del carbono o química orgánica y en la bioquímica, como en sus estudios sobre la respiración animal. Esta vez se centró en la fermentación alcohólica, trascendental para la industria licorera francesa, y halló, además de etanol y dióxido de carbono, otro producto al que le dio el nombre de ácido acético. Halló estequiométricamente, con ayuda de balanzas, que 95,6 partes de azúcar dan un 57,5 % de etanol, 33,3 % de dióxido de carbono y 2 % de ácido acético.
Trabajó en el cobro de contribuciones, motivo por el cual fue arrestado por el Comité de Salvación Pública en 1793. Antes de la Revolución ya se había ganado la enemistad del luego poderoso médico jacobino Jean Paul Marat, quien había presentado a la Academia de ciencias de Francia una mala memoria sobre el fuego, lo cual, y haber sido Fermier, hicieron que Lavoisier fuera expulsado de la Asamblea Nacional, despojado de todos sus cargos y, finalmente, en la época del Terror, detenido en noviembre de 1793 y juzgado con los demás miembros de la Ferme Générale. Importantes personajes hicieron todo lo posible para salvarlo, pero, cuando se expusieron al tribunal todos los trabajos que había realizado Lavoisier, se dice que, a continuación, el presidente del tribunal Coffinhals pronunció la famosa frase: «La République n'a pas besoin de savants... / La República no precisa ni científicos ni químicos: no se puede detener la acción de la justicia». Lavoisier fue condenado a muerte y guillotinado al día siguiente, el 8 de mayo de 1794, cuando contaba 49 años. El matemático Lagrange dijo al día siguiente: «Ha bastado un instante para cortarle la cabeza, pero quizá ni en un siglo aparecerá otra que se le pueda comparar».
Muy poco después, Robespierre, Coffinhals y muchos otros siguieron a sus víctimas y perdieron la cabeza. Al año de su muerte, Lavoisier fue exonerado de toda culpa por la nueva Asamblea Nacional en una nota dirigida a su esposa titulada: "A la viuda de Lavoisier, quien fue falsamente condenado". Se le devolvieron todas las propiedades confiscadas a su esposo.
Con el empuje que dio a la nueva ciencia Lavoisier, y las aportaciones que a lo largo del siglo XIX ofrecieron Dalton, Berzelius, Avogadro, Volta, Davy, Faraday, Liebig, Kekulé, Berthelot, Sainte-Claire Deville, Gibbs, Le Chatelier, Guldberg y Waage, Van't Hoff, Arrhenius y Mendeléyev, la Química llegó a perfeccionarse como una de las ciencias más importantes para el progreso material de la Humanidad.

## Legado

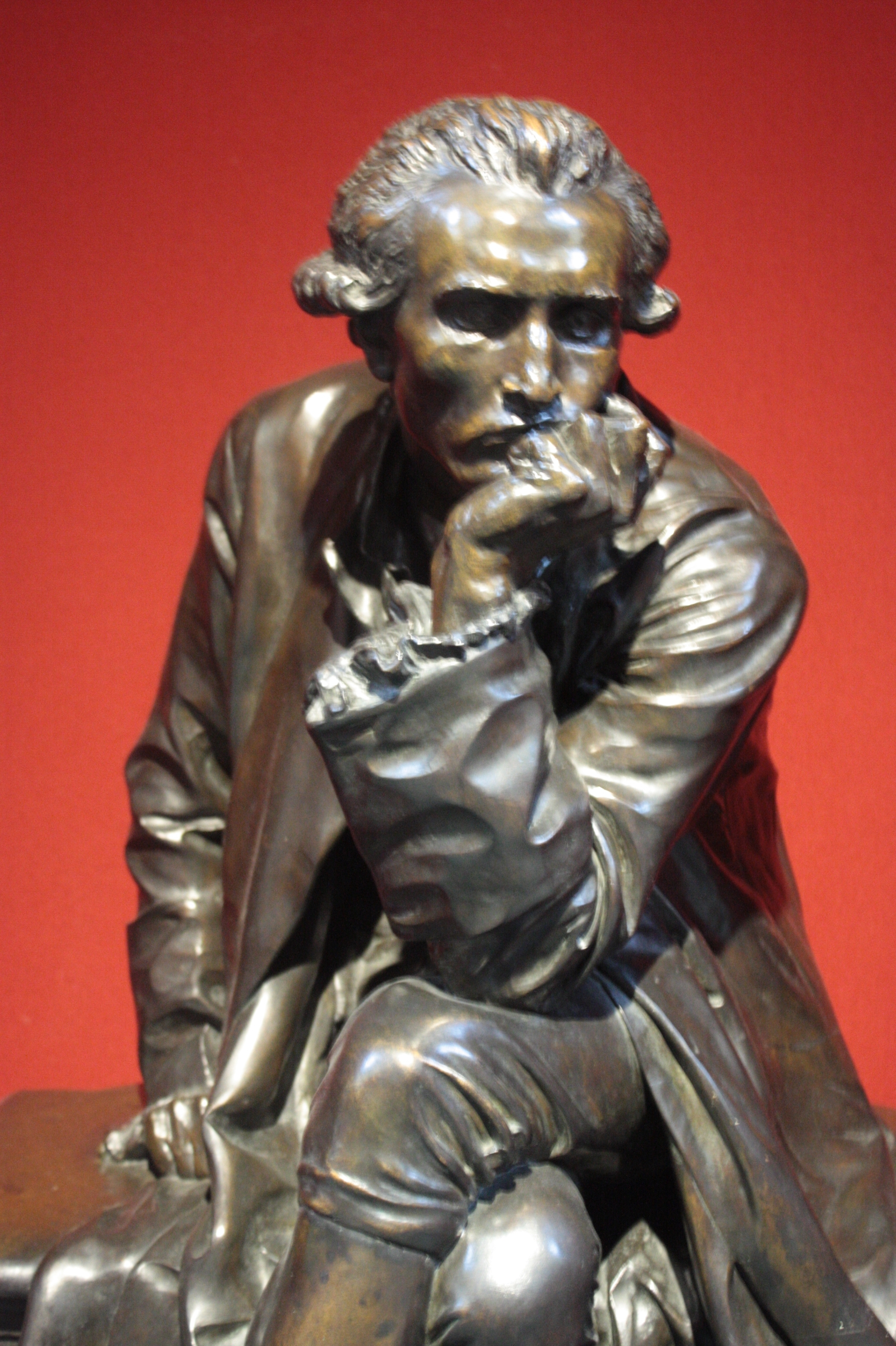
Antoine-Laurent Lavoisier by Jules Dalou 1866

Las aportaciones fundamentales de Lavoisier a la química fueron el resultado de un esfuerzo consciente por encajar todos los experimentos en el marco de una teoría única. Estableció el uso consistente de la balanza química, utilizó el oxígeno para derrocar la teoría del flogisto y desarrolló un nuevo sistema de nomenclatura química que sostenía que el oxígeno era un constituyente esencial de todos los ácidos (lo que más tarde resultó ser erróneo).
Lavoisier también realizó las primeras investigaciones en química física y termodinámica en experimentos conjuntos con Laplace. Utilizaron un calorímetro para estimar el calor desprendido por unidad de dióxido de carbono producido, llegando a encontrar la misma relación para una llama y los animales, lo que indicaba que los animales producían energía mediante un tipo de reacción química de combustión.
Lavoisier también contribuyó a las primeras ideas sobre la composición y los cambios químicos al enunciar la teoría de los radicales, según la cual radicales, que funcionan como un solo grupo en un proceso químico, se combinan con el oxígeno en las reacciones. También introdujo la posibilidad de la alotropía en los elementos químicos cuando descubrió que el diamante es una forma cristalina del carbono.
También fue responsable de la construcción del gasómetro, un costoso instrumento que utilizaba en sus demostraciones. Aunque utilizaba su gasómetro exclusivamente para éstas, también creó gasómetros más pequeños, baratos y prácticos que funcionaban con un grado de precisión suficiente como para que más químicos pudieran recrearlos.
En conjunto, sus contribuciones se consideran las más importantes en el avance de la química hasta el nivel alcanzado en la física y las matemáticas durante el siglo XVIII.
El monte Lavoisier, en la cordillera Cadena de Paparoa de Nueva Zelanda, fue bautizado en su honor en 1970 por el Department of Scientific and Industrial Research.

## Premios y honores
En vida, Lavoisier recibió una medalla de oro del rey de Francia por sus trabajos sobre alumbrado público urbano (1766), y fue nombrado miembro de la Academia Francesa de Ciencias (1768). Fue elegido miembro de la American Philosophical Society en 1775.
La obra de Lavoisier fue reconocida como International Historic Chemical Landmark por la American Chemical Society, la Académie des sciences de L'institut de France y la Société Chimique de France en 1999. La publicación de Antoine Laurent Lavoisier de Louis 1788 titulada Méthode de Nomenclature Chimique, publicada con sus colegas Louis-Bernard Guyton de Morveau, Claude Louis Berthollet, y Antoine-François de Fourcroy, fue galardonado con el premio Citation for Chemical Breakthrough Award de la División de Historia de la Química de la American Chemical Society, otorgado en la Académie des Sciences (París) en 2015.

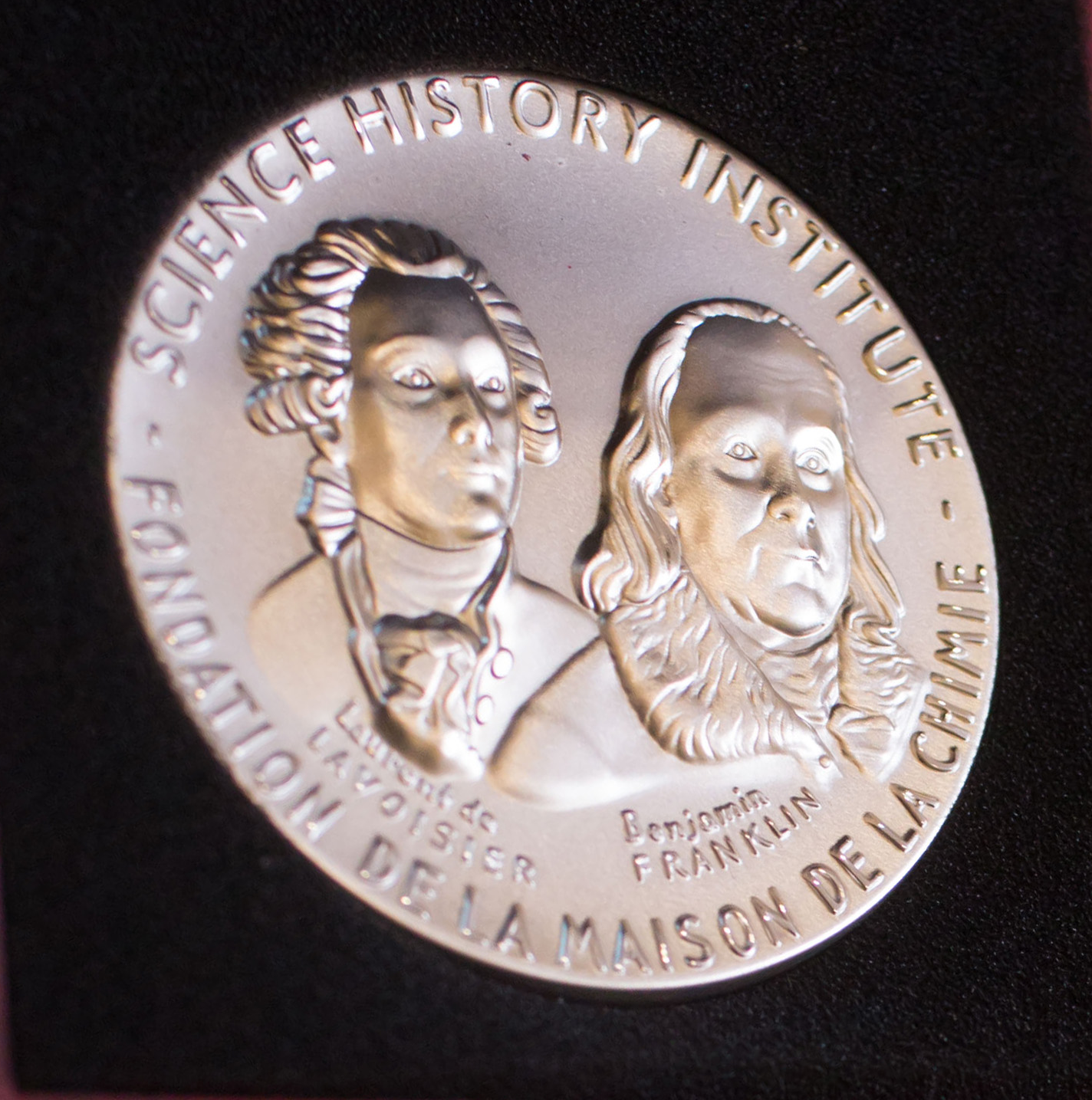
Medalla conmemorativa de Franklin y Lavoisier, 2018

Varias Medalla Lavoisiers han sido nombradas y otorgadas en honor de Lavoisier, por organizaciones como la Société Chimique de France, la Sociedad Internacional de Calorimetría Biológica y la empresa DuPont. También se le conmemora con el Premio Franklin-Lavoisier, que marca la amistad de Antoine-Laurent Lavoisier y Benjamin Franklin. El premio, que incluye una medalla, lo conceden conjuntamente la Fondation de la Maison de la Chimie de París, Francia, y el Science History Institute de Filadelfia, Pensilvania, Estados Unidos.

## Algunas publicaciones
- Opuscules physiques et chimiques (1774).
- Considérations générales sur la nature des acides (1778).
- Sur la combustion en général (1779)
- Mémoire sur la chaleur (1783)
- Méthode de nomenclature chimique (1787).
- Traité élémentaire de chimie (1789).

## Reconocimientos
- Es uno de los 72 científicos cuyo nombre figura inscrito en la Torre Eiffel.
- El cráter lunar Lavoisier lleva este nombre en su memoria.[26]
- El asteroide (6826) Lavoisier también conmemora su nombre.